# Vince Flynn
Vince Flynn (Saint Paul, 6 de abril de 1966 - Saint Paul, 19 de junho de 2013) foi um escritor estadunidense de romances que misturam suspense com política. Também foi consultor para a quinta temporada da série de televisão 24 horas. Morreu a 19 de Junho de 2013, vítima de cancro da próstata.

## Obras

### Série do Mitch Rapp
- Transfer of Power (1999)
- The Third Option (2000)
- Separation of Power (2001)
- Executive Power (2002)
- Memorial Day (2004)
- Consent to Kill (2005)
- Act of Treason (2006)
- Protect and Defend (2007)
- Extreme Measures (2008)
- Pursuit of Honor (2009)
- American Assassin (2010)
- Kill Shot (2012)
- The Last Man (2012)

#### Livro relacionado
- Term Limits (1997)

#### Continuação da série porKyle Mills
- The Survivor (2015)
- Order to Kill (2016)
- Enemy of the State (2017)
- Red War (2018)
- Lethal Agent (2019)
- Total Power (2020)
- Enemy at the Gates (2021)

## Adaptações
- American Assassin (2017) Assassino Americano (título em Portugal) ou  O Assassino: O Primeiro Alvo (título no Brasil)